# Trimethylboran
Trimethylboran (zkráceně TMB) je organická sloučenina se vzorcem B(CH3)3, na vzduchu samozápalná.

## Vlastnosti
Jako kapalina je tato látka bezbarvá. Nejsilnější pásy v infračerveném spektru má při 1330 cm−1, 3010 cm−1 a 1185 cm−1.
Její teplota tání činí −161,5 °C a teplota varu je −20,2 °C.
Tlak páry lze udávat pomocí vzorce log P = 6,1385 + 1,75 log T − 1393,3/T − 0,007735 T, kde T je teplota v kelvinech. Měrné skupenské teplo varu má hodnotu 25,6 kJ/mol.

## Příprava
Trimethylboran popsal Edward Frankland v roce 1862, také získal jeho adukt s amoniakem.
Vzhledem ke své nebezpečnosti nebyla tato sloučenina významněji zkoumána do roku 1921, kdy Alfred Stock a Friedrich Zeidler použili na její přípravu reakci plynného chloridu boritého s dimethylzinkem.
Trimethylboran může být také připraven z Grignardových činidel, pak ovšem obsahuje nečistoty vzniklé z rozpouštědla. V malém množství může být, s 98% výtěžností, vytvořen reakcí trimethylhliníku s bromidem boritým ve směsi dibutyletheru a hexanu.
K dalším možným postupům patří reakce tributylborátu s chloridem trimethylhlinitým a tetrafluorboritanu draselného s trimethylhliníkem.
Je také možné použít reakci fluoridu boritého s methylmagnesiumjodidem.

## Reakce
Trimethylboran je na vzduchu ve vyšších koncentracích samozápalný, hoří zeleným plamenem.
Pomalou oxidací kyslíkem v roztoku nebo plynné fázi lze získat dimethyltrioxadiboralan, obsahující cyklus se dvěma atomy boru a třemi aomy kyslíku; hlavním produktem je však dimethylborylmethylperoxid, jenž se rychle rozkládá na dimethoxymethylboran.
Trimethylboran je silnou Lewisova kyselina, vytváří adukty s amoniakem: (NH3):B(CH3)3. i jinými Lewisovými zásadami. Lewisovská kyselost B(CH3)3 byla analyzována pomocí ECW modelu, kde se zjistilyhodnoty EA = 2,90 a CA = 3,60. Při vzniku aduktu s trimethylaminem se objevuje sterické odpuzování atomů N methylových skupin na B. ECW modelem lze určit sílu těchto sterických efektů.
Trimethylboran za pokojové teploty reaguje s vodou a chlorem. Také může reagovat s mastnotou, ovšem nikoliv s polytetrafluorethylenem nebo sklem.
Trimethylboran rovněž vstupuje do reakce s diboranem, kde dochází k disproporcionaci na methyldiboran a dimethyldiboran, (CH3)BH2.BH3 a (CH3)2BH.BH3.
V plynném skupenství reaguje s trimethylfosfinem za vzniku pevné soli, přičemž reakční teplo je −170 kJ/mol. Tento adukt má skupenské teplo sublimace −103 kJ/mol.
S trimethylarsinem a trimethylstibinem TMB nereaguje.
Methyllithium s trimethylboranem vytváří tetramethylboritanovou sůl se vzorcem LiB(CH3)4. Tetramethylboritanový anion je izoelektronický s neopentanem, tetramethylsilanem a tetramethylamonným kationtem.

## Použití
Trimethylboran se používá k počítání neutronů, kde musí být velmi čistý.
Také se využívá při chemických depozicích z plynné fáze v případech, kde je třeba bor a uhlík deponovat společně.